# Борове (гміна)
Гміна Борове (пол. Gmina Borowie) — сільська гміна у центральній Польщі. Належить до Ґарволінського повіту Мазовецького воєводства.
Станом на 31 грудня 2011 у гміні проживало 5240 осіб.

## Площа
Згідно з даними за 2007 рік площа гміни становила 80.41 км², у тому числі:
- орні землі: 78.00%
- ліси: 17.00%

Таким чином, площа гміни становить 6.26% площі повіту.

## Населення
Станом на 31 грудня 2011:
| Опис     | Загалом | Загалом | Чоловіки | Чоловіки | Жінки | Жінки |
| -------- | ------- | ------- | -------- | -------- | ----- | ----- |
| одиниця  | осіб    | %       | осіб     | %        | осіб  | %     |
| все      | 5240    | 100     | 2656     | 50.69    | 2584  | 49.31 |
| міське   | 0       | 100     | 0        |          | 0     |       |
| сільське | 5240    | 100     | 2656     | 50.69    | 2584  | 49.31 |

## Сусідні гміни
Гміна Борове межує з такими гмінами: Водине, Ґарволін, Ґужно, Лятович, Мясткув-Косьцельни, Парисув, Сточек-Луковський.